# L'Esperança (Donatello)
L'Esperança és una escultura de Donatello de bronze daurat (altura 52 cm), que forma part de la decoració escultòrica de la pica baptismal del Baptisteri de San Giovanni a Siena. Data de 1427-1429.

## Història
Les escultures de La Fe i L'Esperança es van encarregar a Donatello el 1427, després que el cometents quedessin molt satisfets del treball, finalitzat durant aquest any, del relleu del Banquet d'Herodes. Van ser completades el 1429. Les altres obres d'imatges de la pica baptismal van ser fetes, entre d'altres, pels sieneses Giovanni di Turino i Goro di Ser Neroccio.

## Descripció
L'Esperança forma part de les sis representacions de les virtuts que són dins unes fornícules als caires de la pica baptismal. És com un àngel femení, sense atributs, amb les mans i els ulls elevats cap a Déu.
La figura surt del tabernacle amb un gir pronunciat i té una cara bé caracteritza individual i psicològicament.